# Yorkville (Ohio)
Yorkville è un villaggio degli Stati Uniti d'America, situato nello stato dell'Ohio, diviso tra la contea di Jefferson e la contea di Belmont.